# Усольцев, Арсений Фёдорович
Усольцев Арсений Федорович (1830 год — 14 января 1909 года, Кострома) — русский астроном, военный топограф, геодезист и геолог. Правитель дел Сибирского отдела Русского географического общества (РГО), член Совета Главного управления Восточной Сибири, действительный статский советник.

## Биография
Окончил 27 августа 1851 года Константиновский межевой институт в чине инженера-прапорщика (I-й выпуск межевых инженеров 1851 года), далее обучался в Московской обсерватории.
В 1863 году Арсения Фёдоровича избрали в состав распорядительного комитета Сибирского отдела РГО, затем секретарём общества.
Арсений Фёдорович являлся редактором с первого по восьмой том издания «Известия Сибирского Отдела Императорского Русского Географического Общества», издававшихся с 15 декабря 1870 года в Иркутске.
С 1865 года штабс-капитан Арсений Фёдорович состоял младшим межевым ревизором при генерал-губернаторе Восточной Сибири, далее возглавлял съемочное отделение при Главном Управлении Восточной Сибири, затем был управляющим 4-го отделения ГУВС. Позже был назначен на должность члена Совета Главного Управления Восточной Сибири, имел чин действительного статского советника. С 1891 года являлся действительным членом губернского статистического комитета.
В начале 1870 года Арсений Фёдорович, В. П. Пуцилло и А. Л. Чекановский были включены в состав комиссии по определению ущерба и размеров последствия стихийного бедствия (наводнения), прошедшего в Иркутске 5 января 1870 года.
А. Ф. Усольцев являлся одним из учредителей Иркутской публичной библиотеки и принимал активное участие в общественной жизни Иркутска.
9 января 1889 года Арсений Фёдорович вышел в отставку. Скончался Усольцев Арсений Федорович 14 января 1909 в Костроме.
За свою жизнь Арсений Фёдорович провёл ряд экспедиций по Сибири и Дальнему Востоку России.

### Экспедиции 1855—1858 годов
Согласно высочайшему указу, во вновь созданную Забайкальскую область была отправлена экспедиция ИРГО во главе с Л. Э. Шварцем по определению возможно большего числа географических точек и соединения их между собой маршрутами, для составления в будущем карты. Помимо этого, в раздельных отрядах участники экспедиции должны были собирать сведения по геологии, этнографии и статистике региона. В состав вошли: ботаник К. И. Максимович, зоолог Л. И. Шренк, натуралист Г. И. Радде и в качестве астрономов выпускники межевых инженеров А. Ф. Усольцев, А. Я. Смирягин, Д. П. Рашков. Отряд Усольцева исследовал долины рек Витим, Зея и Бурея. В отряд вошли топограф И. В. Орловым и рудознатец Г. М. Пермикиным. В июле Арсений Фёдорович с отрядом поднялся от Нерчинска по реке Нерча проводя съёмку долины и опись почти до её истока. Далее на северо-восток к горам на юго-западном крае Олекминского Становика. Оттуда через хребты Черского и Яблоновый по притоку к реке Витим. В сентябре была произведена съемка 450 километрового верхнего участка Витима до истока. В Иркутск Арсений Фёдорович вернулся через водораздел Витима и Баргузина в его северной части, долину Баргузина и его устье. Через некоторое время Арсений Фёдорович отправился для съёмки долины рек Чара, Муя, озера Лемберме (ныне Большое Леприндо) и Чарского плоскогорья. Маршрут составил более двух тысяч километров.
В 1856 году Арсений Фёдорович произвёл съёмку левых притоков Амура и нанёс на карту почти всё течение Зеи.
В июне 1857 года вновь выйдя из Нерчинска отправился до Амазара, по нему на север, и далее через Олёкминский Становик до больших порогов Чары близ хребта Удокан. К северу от Чары Арсений Фёдорович обнаружил ещё одну горную цепь — хребет Кодар. На правом берегу Калара произвёл обследование цепи скалистых вершин Каларского хребта и установил, что длина хребта около 350 км с наивысшими точками в верховьях Калара. После обследования нагорья, Арсений Фёдорович вернулся к верховьям Чары, откуда отправился на запад через пойму Куанды к Муя, и уже по снегу поднялся по ней к её истокам, а оттуда путем И. В. Орлова перешёл к северной оконечности Байкала. Вдоль северо-западного берега перевалил Байкальский хребет и пересёк ранее неисследованную горную местность. Оттуда в западном направлении у 54° с. ш. достиг Лены.
В 1858 году Арсений Фёдорович совместно с инженером-геологом П. Н. Горловым спустился по Амуру до устья Буреи, и пройдя вдоль левого берега открыл и нанёс на карту хребет Турана. Далее через Амурско-Зейскую равнину, Селемджи и Зею добрался до Благовещенска.
Итогом экспедиций 1855—1858 годов стало издание карты Юго–Восточной Сибири составленная Л. Э. Шварцем, которая некоторое время была единственной картой, основанная на исследованиях. Во время экспедиций Арсений Фёдорович также вёл метеонаблюдения, собирал минералы и гербарий.

### Экспедиция 1859 года

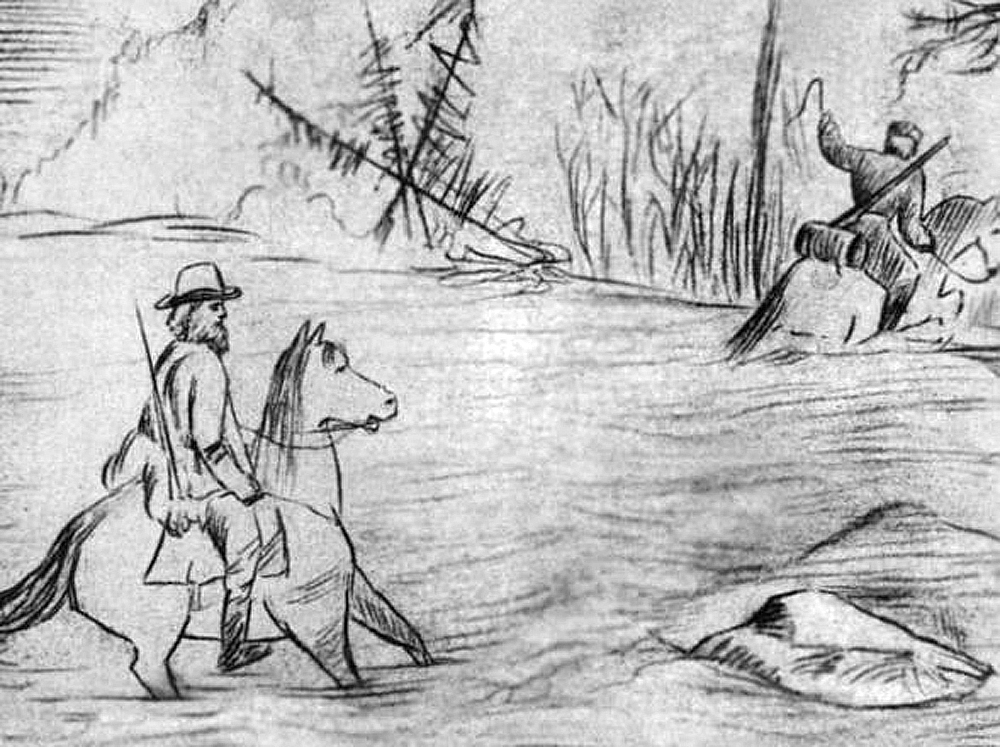
В сибирской экспедиции. Рисунок П. А. Кропоткина

15 января 1859 года Арсений Фёдорович вышел из Иркутска с экспедицией подполковника К. Ф. Будогосокого по рекам Амур, Уссури, Сунгача и дошёл до озера Ханка, на северо-западном берегу которого, в устье реки Тур 5 мая 1859 года К. Ф. Будогосский основал пост Турий Рог. В состав экспедиции также входили: офицер Генерального штаба штабс-капитан, астроном П. А. Гамов; топограф капитан А. И. Елец; хорунжий Даржитаров; хорунжий Васильев; художник академик Е. E. Мейер; переводчик Я. П. Шишмарёв; 12 топографов и нижних чинов (три отделения съемщиков). Целью экспедиции была съемка демаркационной линии, побережья Японского моря, и составление карты по этим сведениям. Пройдя по реке Суйфун (ныне Раздольная), экспедиция достигла бухты Западная 15 июня, где встретилась с морской экспедицией во главе с генерал-губернатором Восточной Сибири графом Н. Н. Муравьёвым-Амурским. В честь этой встречи бухта была переименована в Бухту Экспедиции. Произведённые Арсением Фёдоровичем и его группой топографические съемки позволили 25 июня отправить К. Ф. Будогосского в Пекин с новой картой и вновь выработанными сведениями для переговоров с властями Цинской империи о пограничной линии определённой Айгунским договором. Когда корабли с миссией ушли, то экспедиция разделилась на два отряда — один возглавил Арсений Усольцев, другой — хорунжий Даржитаров. Отряд Усольцева пошёл обратно вдоль берега моря, затем по реке Суйфун к озеру Ханка.

### Экспедиция 1863—1864 годов

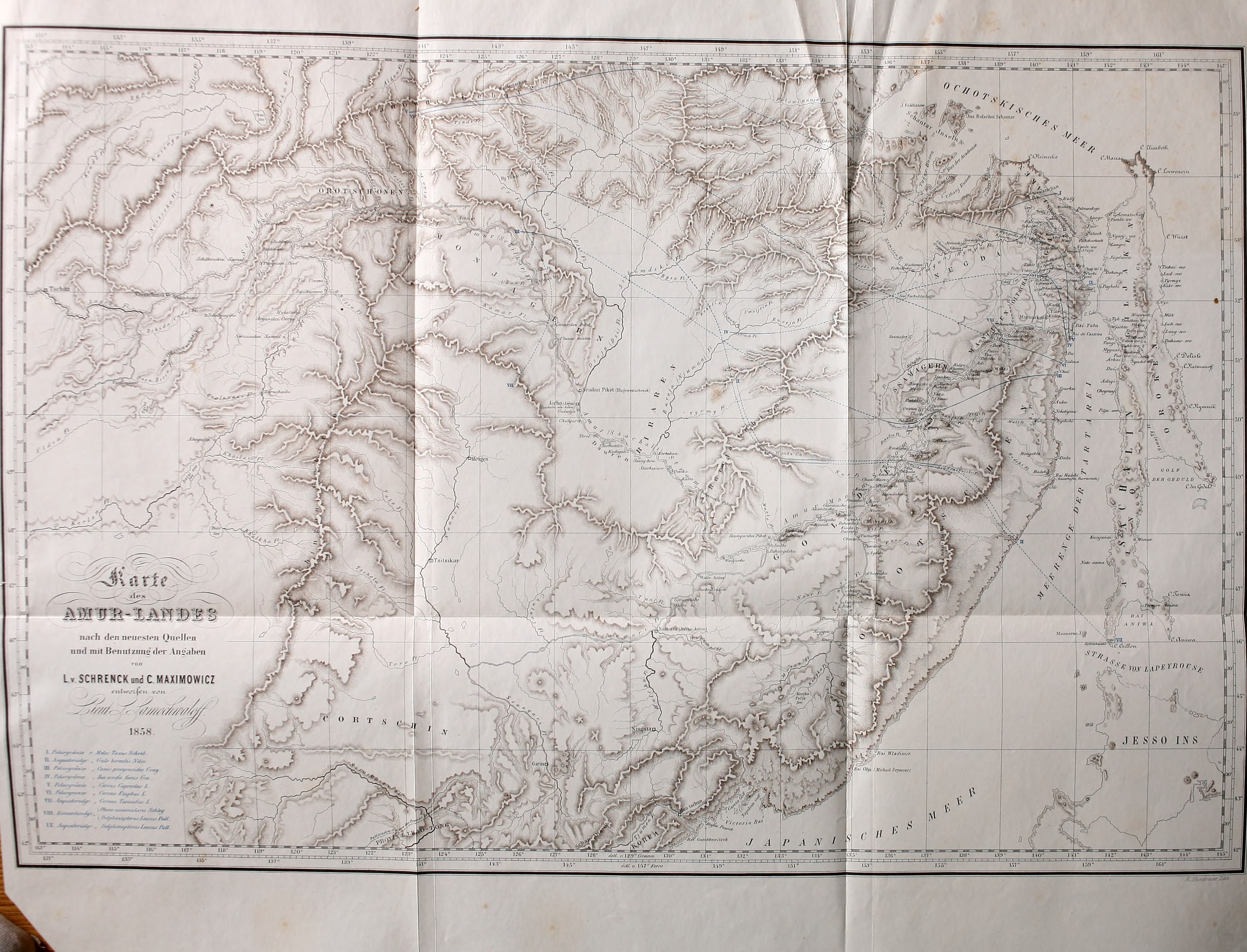
Карта Приамурья составленная в 1854-1856 годах

Генерал-губернатор Восточной Сибири М. С. Корсаков летом 1864 года отправил в Гирин экспедицию через Приамурье и Приморье по Сунгари пароход «Уссури» (командир лейтенант А. Любицкий) с баржей. Помимо дипломатической миссии Г. Ф. Черняева по доставке военному губернатору Гирина дружественного послания, целями экспедиции являлись: организация торгового пути по Сунгари из Маньчжурии; поиск нового пути через Маньчжурию для дипмиссий из Иркутска в Пекин, для чего Я. П. Шишмарёв должен был встретиться с гиринскими властями; ознакомление со свойствами реки и составление глазомерной карты; определение, по возможности, численность местного населения. В состав экспедиции помимо дипломатов вошли астроном А. Ф. Усольцев (к тому времени председатель Сибирского отдела Географического общества), топограф А. Н. Конради (в других источниках доктор), адъютант М. С. Корсакова князь П. А. Кропоткин, инженер-механик подпоручик В. Щетинин и 20 нижних чинов. Краткий отчет о плавании «Уссури» был опубликован в журнале «Морской сборник» в мае 1866 года под заголовком «Плавание по реке Сунгари в Маньчжурию до города Гирина. Извлечение из дневников князя Кропоткина и штабс-капитана Усольцева, ведённых на борту парохода 24 июля — 21 августа 1864 года».
В 1864 году Арсений Фёдорович назначен правителем дел Сибирского отдела РГО, являлся редактором и составителем «Отчетов о действиях Сибирского отдела Императорского Русского географического общества» — оставался в этих должностях по 1874 год.

### Экспедиция 1867—1869 годов
По итогам экспедиции в Амурский край 1867—1869 годов Арсением Фёдоровичем было издано описание Уссурийских и Зауссурийских территорий. Также в ходе экспедиции были исследованы возможности заселения этих земель: климат, характер лесной и луговой растительности, охота и рыбный промысел. Установлена возможность хлебопашества, огородничества и скотоводства.

## Награды
- В 1865 году награждён серебряной медалью РГО за труды по топографическим съемкам Забакайлья 1855—1858 годов[3].
- 19 января 1866 года награждён серебряной медалью за Сунгарийскую экспедицию 1863 года[19].

## Труды
- «Народы Забайкалья, Очерки географических и исторических открытий»
- «Путешествие в Уссурийском крае»

## Память
- В честь Усольцева назван мыс в бухте Новгородская (залив Посьета, Японское море)[20][21] 42°38′58″ с. ш. 130°53′45″ в. д.HGЯO.
- Усольцев Арсений Фёдорович стал героем рассказа И. А. Ефремова «Белый Рог».